# Вендель, Эрнст
Эрнст Вендель (нем. Ernst Wendel; 26 марта 1876, Бреслау — 21 мая 1938) — немецкий скрипач и дирижёр. Отец театрального художника Генриха Венделя.

## Биография
Окончил Берлинскую высшую школу музыки (1896), ученик Йозефа Иоахима и Эмануэля Вирта (скрипка), Вольдемара Баргиля и Райнхольда Зукко (композиция и теория).
В 1896—1897 гг. по рекомендации Иоахима концертмейстер Чикагского симфонического оркестра под управлением Теодора Томаса. В 1898—1909 гг. работал в Кёнигсберге как солист, первая скрипка струнного квартет и концертмейстер, а затем и дирижёр оркестра. Затем в 1909 г. возглавил Филармоническое общество Бремена, в 1922—1935 гг. генеральмузикдиректор Бремена. Одновременно в 1912—1915 гг. дирижировал концертами Берлинского общества друзей музыки.
Неоднократно гастролировал в России: в 1910 г. дирижировал в Москве в рамках сезонов Сергея Кусевицкого концертом из произведений Людвига ван Бетховена, включавшим Девятую симфонию (вокальные соло в финале — Антонина Нежданова, Евгения Збруева, Иван Алчевский и Владимир Касторский) и Четвёртый концерт (солист Николай Метнер) — для этого концерта Вендель был срочно вызван на замену Виллему Менгельбергу, спровоцировавшему скандал с Метнером на репетиции аналогичного концерта неделей ранее в Санкт-Петербурге. В 1913 г. в Санкт-Петербурге Вендель впервые в России исполнил Девятую симфонию Антона Брукнера, а в 1930 г. в Ленинграде вновь выступил с программой, полностью составленной из произведений Бетховена.
У Венделя начинал учиться музыке Георг Куленкампф.